# Hallam (Nebraska)
Hallam és una població dels Estats Units a l'estat de Nebraska. Segons el cens del 2000 tenia 276 habitants.

## Demografia
Segons el cens del 2000, Hallam tenia 276 habitants, 110 habitatges, i 86 famílies. La densitat de població era de 666 habitants per km².
Dels 110 habitatges en un 32,7% hi vivien nens de menys de 18 anys, en un 67,3% hi vivien parelles casades, en un 6,4% dones solteres, i en un 21,8% no eren unitats familiars. En el 15,5% dels habitatges hi vivien persones soles el 9,1% de les quals corresponia a persones de 65 anys o més que vivien soles. El nombre mitjà de persones vivint en cada habitatge era de 2,51 i el nombre mitjà de persones que vivien en cada família era de 2,83.
Per edats la població es repartia de la següent manera: un 25% tenia menys de 18 anys, un 5,1% entre 18 i 24, un 36,6% entre 25 i 44, un 19,2% de 45 a 60 i un 14,1% 65 anys o més.
L'edat mediana era de 36 anys. Per cada 100 dones de 18 o més anys hi havia 95,3 homes.
La renda mediana per habitatge era de 42.031 $ i la renda mediana per família de 45.156 $. Els homes tenien una renda mediana de 32.361 $ mentre que les dones 19.531 $. La renda per capita de la població era de 20.071 $. Cap de les famílies i el 2,5% de la població estaven per davall del llindar de pobresa.

## Poblacions més properes
El següent diagrama mostra les poblacions més properes.